# Elio Pandolfo
Elio Pandolfo – włoski kierowca wyścigowy.

## Kariera
W latach 50. startował w wyścigach samochodów sportowych. Uczestniczył między innymi w Mille Miglia (1955) czy Targa Florio (1959). W latach 1960–1962 startował we Włoskiej Formule Junior samochodem „własnej konstrukcji” o nazwie Elios, który de facto był pojazdem marki De Sanctis. Pojazd ten był napędzany silnikiem FIAT. W roku 1960 Pandolfo został sklasyfikowany na 11. miejscu w klasyfikacji generalnej Formuły Junior. Pandolfo wystawił także swój samochód do niewliczanego do Mistrzostw Świata Formuły 1 wyścigu Coppa Italia w 1961 roku, kończąc go na dziewiątym miejscu.
Jego brat, Mario, także był kierowcą wyścigowym.